# Bush (Illinois)
Bush es una villa ubicada en el condado de Williamson en el estado estadounidense de Illinois. En el Censo de 2010 tenía una población de 275 habitantes y una densidad poblacional de 230,32 personas por km².

## Geografía
Bush se encuentra ubicada en las coordenadas 37°50′31″N 89°7′48″O / 37.84194, -89.13000. Según la Oficina del Censo de los Estados Unidos, Bush tiene una superficie total de 1,19 km², de la cual 1,18 km² corresponden a tierra firme y (1,3%) 0,02 km² es agua.

## Demografía
Según el censo de 2010, había 275 personas residiendo en Bush. La densidad de población era de 230,32 hab./km². De los 275 habitantes, Bush estaba compuesto por el 96% blancos, el 2,91% eran afroamericanos, el 0% eran amerindios, el 0% eran asiáticos, el 0% eran isleños del Pacífico, el 0% eran de otras razas y el 1,09% pertenecían a dos o más razas. Del total de la población el 0% eran hispanos o latinos de cualquier raza.